# Кошкононг (Міссурі)
Кошкононг (англ. Koshkonong) — місто (англ. city) в США, в окрузі Орегон штату Міссурі. Населення — 196 осіб (2020).

## Географія
Кошкононг розташований за координатами 36°35′51″ пн. ш. 91°38′46″ зх. д. / 36.59750° пн. ш. 91.64611° зх. д. (36.597404, -91.645996).  За даними Бюро перепису населення США в 2010 році місто мало площу 0,45 км², уся площа — суходіл.

## Демографія
Згідно з переписом 2010 року, у місті мешкало 212 осіб у 85 домогосподарствах у складі 54 родин. Густота населення становила 468 осіб/км².  Було 102 помешкання (225/км²).
Расовий склад населення:
| - 91,5 % — білих - 1,4 % — корінних американців - 0,5 % — чорних або афроамериканців |

До двох чи більше рас належало 6,1 %. Частка іспаномовних становила 1,4 % від усіх жителів.
За віковим діапазоном населення розподілялося таким чином: 23,1 % — особи молодші 18 років, 64,6 % — особи у віці 18—64 років, 12,3 % — особи у віці 65 років та старші. Медіана віку мешканця становила 39,0 року. На 100 осіб жіночої статі у місті припадало 87,6 чоловіків;  на 100 жінок у віці від 18 років та старших — 85,2 чоловіків також старших 18 років.
Середній дохід на одне домашнє господарство  становив 28 716 доларів США (медіана — 23 250), а середній дохід на одну сім'ю — 28 524 долари (медіана — 22 321). Медіана доходів становила 24 750 доларів для чоловіків та 26 250 доларів для жінок. За межею бідності перебувало 26,2 % осіб, у тому числі 22,2 % дітей у віці до 18 років та 13,9 % осіб у віці 65 років та старших.
Цивільне працевлаштоване населення становило 107 осіб. Основні галузі зайнятості: роздрібна торгівля — 27,1 %, освіта, охорона здоров'я та соціальна допомога — 23,4 %, мистецтво, розваги та відпочинок — 15,0 %.